# Chiesa di San Francesco (Cividale del Friuli)
La chiesa di san Francesco è un edificio religioso di Cividale del Friuli, ora sconsacrato. Attualmente viene utilizzato per mostre temporanee e manifestazioni canore.

## Storia
Forse sul luogo sorgeva una cappella ducale longobarda. Finita di costruire nel 1285, veniva utilizzata al tempo anche per le riunioni degli arenghi popolari, in cui venivano discusse le faccende del Comune.
Nel 1917, durante la ritirata di Caporetto, fu incendiata ed in seguito fu più volte restaurata.

## Esterno

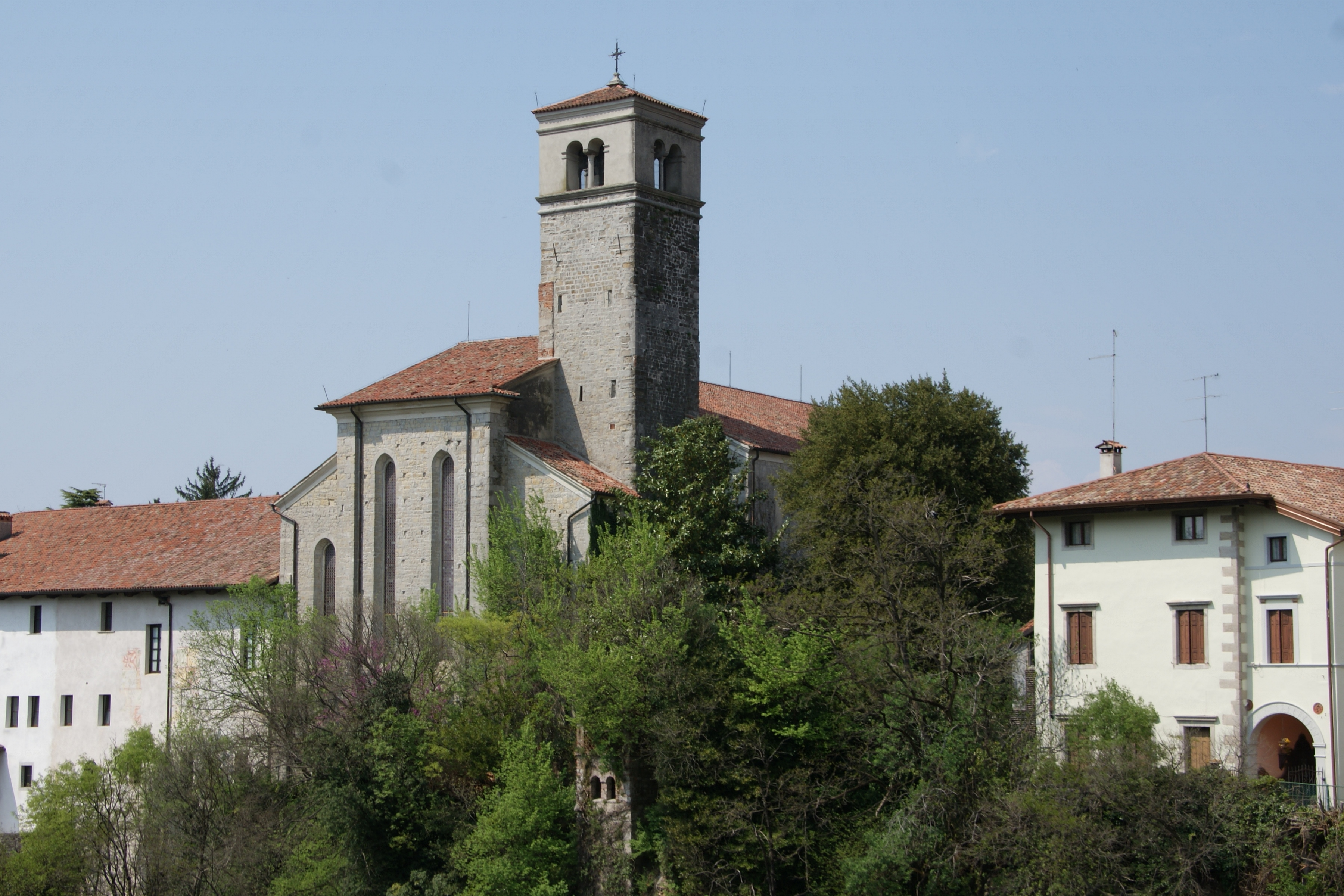
La parte absidiale della chiesa vista dal Ponte del Diavolo.

La chiesa è posta in fondo alla piazza omonima; ha una facciata a capanna molto semplice, come era tipico di molte chiese francescane, con un portale sormontato da un grande loculo. Il campanile, posto a sinistra della facciata, è invece in stile romanico; ha pianta quadrata e presenta quattro bifore, una per lato, nella cella campanaria. Le absidi, che si possono vedere molto bene dal vicino Ponte del Diavolo, sono molto alte, come era caratteristico dello stile gotico.
Sul lato destro della piazza si trova il palazzo Pontotti Brosadola, costruito verso la metà del XVIII secolo, caratterizzato da una facciata molto semplice ma armoniosa; all'interno vi sono interessanti affreschi di Francesco Chiarottini.

## Interno
L'interno della chiesa ha la tipica struttura gotica ad unica navata, con soffitto a capriate, restaurato più volte nel corso dei secoli.
Sono visibili numerosi resti di affreschi opera di numerosi e differenti artisti, tutti sconosciuti, che vi lavorarono dall'inizio del XIV secolo fino alla prima metà del XVI.
Tra questi vanno ricordati:
- Redentore in mandorla;
- Madonna in trono;
- Annunciazione;
- Crocifissione

che sono attribuiti ai seguaci di Vitale da Bologna, il quale operò nel vicino Duomo di Udine.
Oltre a questi, vi sono:
- Adorazione dei magi;
- grande composizione attribuita ad un seguace di Altichiero;
- alcuni Santi presenti nel transetto, di scuola riminese.

Oltre a ciò, nell'angolo sinistro del presbiterio si può vedere una tomba con un singolare stemma risalente al 1230.
Nella sagrestia sono presenti affreschi di Giulio Quaglio il Giovane e risalenti al 1693, stucchi del Retti e mobili di Giacomo Brollo da Gemona del 1694.